# Zentrales Blockland
Zentrales Blockland este o arie protejată (arie specială de conservare — SAC, sit de importanță comunitară — SCI) din Germania întinsă pe o suprafață de 1.080 ha, integral pe uscat.

## Localizare
Centrul sitului Zentrales Blockland este situat la coordonatele 53°08′15″N 8°48′15″E / 53.1375°N 8.8042°E.

## Înființare
Situl Zentrales Blockland a fost declarat sit de importanță comunitară în iunie 2000 pentru a proteja 3 specii de animale. Situl a fost protejat și ca arie specială de conservare în iulie 2009.

## Biodiversitate
Situată în ecoregiunea atlantică, aria protejată conține 2 habitate naturale: Lacuri eutrofice naturale cu vegetație de tip Magnopotamion sau Hydrocharition, Pajiști cu Molinia pe soluri calcaroase, turboase sau argilos-nămoloase (Molinion caeruleae).
La baza desemnării sitului se află mai multe specii protejate de  pești (3): zvârluga (Cobitis taenia), țipar (Misgurnus fossilis), boarță (Rhodeus sericeus amarus).
Pe lângă speciile protejate, pe teritoriul sitului au mai fost identificate 4 specii de plante, 1 specie de amfibieni.